# Jevgeni Primakov

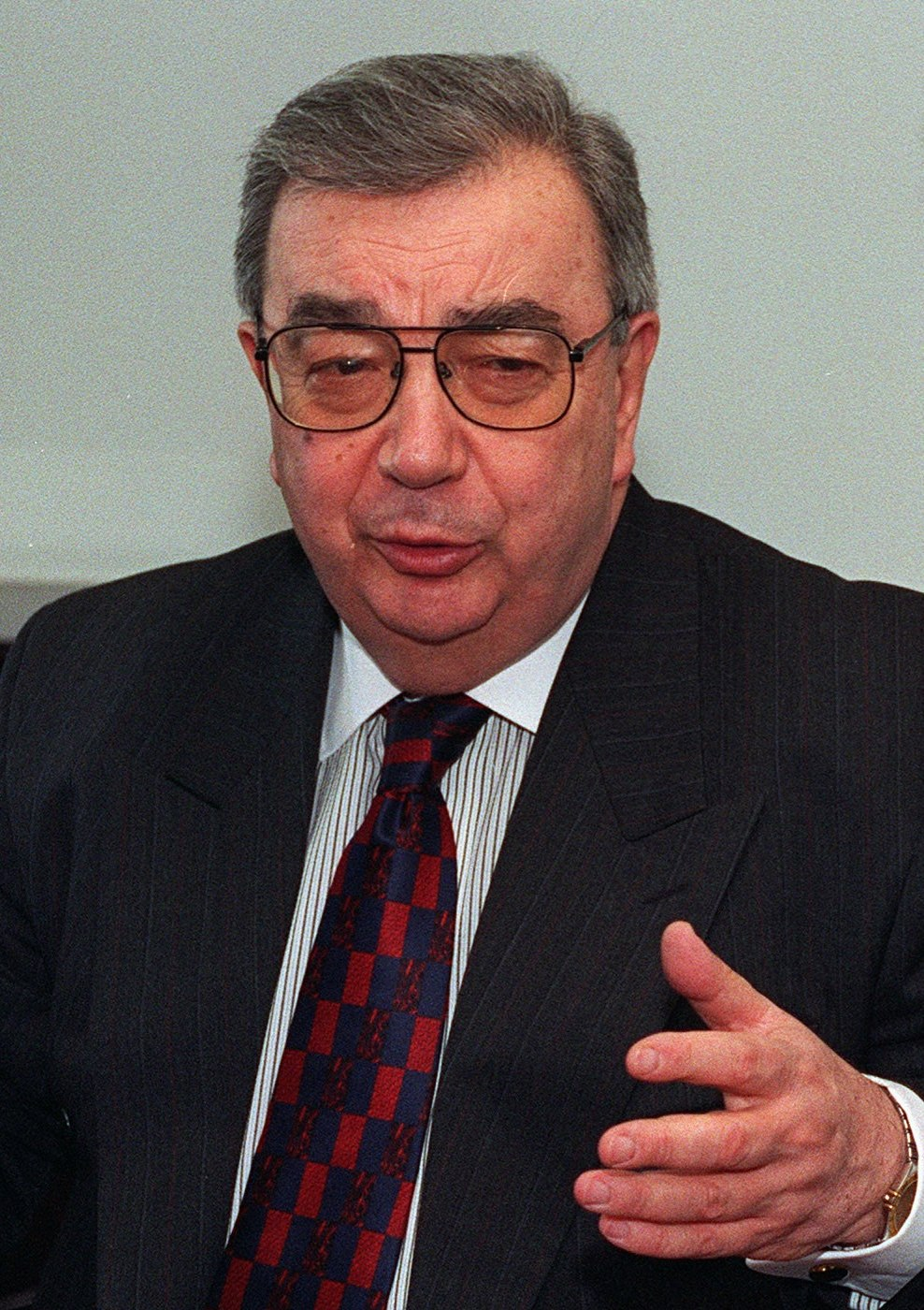
Jevgeni Primakov

Jevgeni Maksimovitsj Primakov (Russisch: Евгений Максимович Примаков) (Kiev, 29 oktober 1929 – Moskou, 26 juni 2015) was een Russisch politicus van Oekraïense en Joodse afkomst. Hij was eerder voorzitter van het laatste Hogerhuis van het parlement van de Sovjet-Unie, minister van buitenlandse zaken en premier van Rusland en in de Sovjet-Unie een invloedrijke arabist. Zijn kennis over de islam en het Midden-Oosten wist hij later als Minister van Buitenlandse Zaken en als premier te combineren met de buitenlandse politiek van Rusland. Tijdens zijn ambtstermijn als minister van buitenlandse zaken boog hij het buitenlands beleid om van veelal onvoorwaardelijke steun voor de Verenigde Staten tot een beleid dat meer gericht was op een pragamatische samenwerking met de Verenigde Staten, waarbij de Russische belangen centraal stonden. Hij wordt soms ook wel vergeleken met Henry Kissinger vanwege zijn realisme.

## Levensloop

### Sovjet-carrière
Primakov werd geboren in Kiev in de Oekraïense sovjetrepubliek en groeide op in Tbilisi in de Georgische sovjetrepubliek. Hij studeerde aan het Staatsinstituut voor Oosterse Studies van Moskou van de Lomonosov Universiteit en studeerde af in 1953, waarna hij postdoctoraal werd aan de Staatsuniversiteit van Moskou. Van 1956 tot 1970 werkte hij als journalist voor de radio en als correspondent in het Midden-Oosten voor de Pravda. Mogelijk onderhield hij toen al banden met de KGB.
Van 1970 tot 1977 was hij vicedirecteur van het Instituut voor Wereldeconomie en Internationale Relaties van de Sovjet Academie der Wetenschappen en behoorde hij eind jaren 70 tot de 'liberale wetenschappers', een groep van wetenschappers die de communistische top voorzag van nieuwe ideeën. Van 1977 tot 1985 was hij directeur van het Instituut voor Oosterse Studies van de Sovjet Academie der Wetenschappen. Van 1985 tot 1989 was hij directeur van het eerder genoemde Instituut voor Wereldeconomie en Internationale Relaties.

### Overgangsperiode
In februari 1988 raakte hij betrokken bij de politiek, toen hij lid werd van de Raad van de Unie, onderdeel van de Opperste Sovjet. Van 1989 tot 1990 was hij voorzitter van de Raad van de Unie. Van 1990 tot 1991 was hij lid van de presidentiële raad van Sovjetleider Michail Gorbatsjov. Hij diende daarbij als Gorbatsjovs speciale afgezant voor Irak in de aanloop naar de Eerste Golfoorlog, waarbij hij besprekingen hield met president Saddam Hoessein, met wie hij naar eigen zeggen goede relaties had. In maart 1991 werd hij lid van de veiligheidsraad van de Sovjet-Unie.
Tijdens de mislukte communistische Augustusstaatsgreep in Moskou tegen Gorbatsjov vloog hij op 21 augustus met de vicepremier van de RSFSR, Aleksandr Roetskoj, naar Foros op de Krim naar Gorbatsjov. In oktober benoemde Gorbatsjov hem tot vicevoorzitter van de KGB. Hij werd in de aanloop naar de Eerste Golfoorlog gerekend tot het kamp der Arabisten en was voorstander van ten minste indirecte steun aan Saddam Hoessein. Hierbij kwam hij in conflict met de pro-Amerikaanse Russische minister van buitenlandse zaken Edoeard Sjevardnadze, die insprong toen Primakov enkele uren vóór de inval van de Amerikaanse troepen op aandringen van Gorbatsjov probeerde om Hoessein ertoe te bewegen zijn toon te matigen, hetgeen bijna leidde tot een breuk tussen de Russische en Amerikaanse regering.
Primakov bleef zich tot het laatste moment samen met de legertop en een aantal leden uit de Communistische Partij verzetten tegen de Amerikaanse inval in Irak, maar Gorbatsjov keurde deze uiteindelijk toch goed. Na de formering van de Russische Federatie werd Primakov in november 1991 benoemd tot directeur van de nieuwe buitenlandse veiligheidsdienst Tsentralnaja Sloezjba Razvedki, die in december overging in de Sloezjba Vnesjnej Razvedki, en deed in deze positie dienst tot 1996.

### Minister van Buitenlandse Zaken
Van januari 1996 tot september 1998 volgde hij Andrej Kozyrev, die uit politieke overwegingen werd vervangen door Primakov. Hierdoor kon hij het Russische electoraat die een hardere lijn wilde tegen de NAVO-uitbreiding voorzien van een minister die hieraan kon voldoen. Primakov verkreeg als minister van buitenlandse zaken respect uit binnen- en buitenland voor zijn pragmatische steun voor Russische belangen en zijn tegenstand tegen de uitbreiding van de NAVO naar het voormalige Oostblok. Primakov was vanwege zijn kennis over de islamitische wereld als arabist instaat om diplomatie met academische kennis te combineren, waardoor hij op respect kon rekenen van onder andere Henry Kissinger. Primakov stelde dat er in het Westen geen rekening werd gehouden met de Russische wens om ook NAVO-lid te worden. Hierdoor voelde Rusland zich enerzijds weggezet als potentiële vijand van de NAVO en anderzijds vreesde Rusland een diplomatiek isolement stelde Primakov in zijn memoires. Zijn tegenstand wist echter niet te voorkomen dat na vijf maanden van onderhandelingen met NAVO-secretaris-generaal Javier Solana op 27 mei 1997 door Rusland de Founding Act getekend, die wordt gezien als het eindpunt van de Koude Oorlogsvijandelijkheden. Hij was ook een bekend voorstander van het multilateralisme als alternatief voor het wereldwijde overwicht van de Verenigde Staten na het uiteenvallen van de Sovjet-Unie en het einde van de Koude Oorlog.
Primakov maakte zich sterk voor een buitenlands beleid dat gebaseerd was op bemiddeling die niet te veel kostte, maar wel vergroting van de Russische invloed opleverde in het Midden-Oosten en in de voormalige Sovjetrepublieken die bekend werd als de "Primakov Doctrine". Primakov stelde het Russisch belang centraal in zijn buitenlandse beleid. Hierdoor zou Rusland alleen samenwerken met de Verenigde Staten als dit het Russische belang diende. Omdat de samenwerking tussen Rusland en de Verenigde Staten soms niet mogelijk was moest Rusland bondgenoten zoeken om de Amerikaanse dominatie te bestrijden stelde Primakov. Primakov was voorstander van een "strategische driehoek" tussen Rusland, China en India om daarmee een tegenwicht te vormen tegen de Verenigde Staten. Uiteindelijk voelden ook deze landen weinig voor een officieel bondgenootschap, omdat ook India en China belangen hadden bij goede economische betrekkingen met de Verenigde Staten en er was ook onderlinge concurrentie tussen Rusland en China. Deze buitenlandse politiek werd door Vladimir Poetin tot 2004 voortgezet. Dit werd door de Amerikaanse politicoloog Samuel Huntington een vorm van een "antihegemonic coalition" genoemd. Hij was ook een van de initiatiefnemers van de Unie van Rusland en Wit-Rusland, waarbij Aleksandr Loekasjenko zich een "leerling" van Primakov noemt.

### Premier van Rusland
Viktor Tsjernomyrdin was premier geweest van 1992 tot 1998, maar daarna publiekelijk weggestuurd door president Boris Jeltsin vanwege de enorme economische crisis (Roebelcrisis) waarin het land was gestort. Zijn opvolger Sergej Kirijenko probeerde de crisis te stoppen door de nooit betaalde belastingen van grote staatsbedrijven te innen. De eerste die publiekelijk werd aangeklaagd was Rem Vjachirev van Gazprom, maar toen hij Boris Berezovski aanklaagde voor achterstallige belastingen, ontketende deze een lastercampagne tegen Kirijenko via zijn tv-zenders en zorgde ervoor dat Kirijenko weer werd vervangen door Tsjernomyrdin.
Nadat president Jeltsins nominatie van Tsjernomyrdin als premier echter tot tweemaal toe door de Staatsdoema werd geblokkeerd in september 1998 (een derde poging zou ontbinding van de Doema betekenen en nieuwe verkiezingen betekenen), stelde Jeltsin tegen zijn zin Primakov kandidaat als een compromisfiguur, omdat hij terecht aannam dat deze wel zou worden geaccepteerd door een meerderheid in de Staatsdoema vanwege zijn boodschap van politieke stabiliteit. Na zijn aanstelling op 11 september als premier (in eerste instantie wilde hij helemaal het land niet leiden, maar door de goedkeuring van de Doema ging hij uiteindelijk toch overstag) werd Primakov macht gegeven om moeilijke economische hervormingen door te voeren na de Roebelcrisis en de invloed van de Aziatische financiële crisis op de Russische economie verder te beperken, waarvan de meest problematische de belastinghervormingen waren. Deze werden ditmaal echter een groot succes en in 1999 was de roebel weer een stuk stabieler.
Hij verwierf ook veel populariteit onder de Russische bevolking door zijn tegenstand tegen het unilateralisme van de Verenigde Staten, maar dit leidde wel tot een radicale breuk met het westen tijdens de NAVO-campagne in de Kosovo-oorlog, waarbij Primakov onderweg naar een staatsbezoek in de Verenigde Staten hoorde van de NAVO-bombardementen in Joegoslavië, waarop hij het vliegtuig liet keren boven de Atlantische Oceaan en terugkeerde naar Moskou, wat leidde tot een diplomatieke rel, die Rusland uiteindelijk met lege handen deed staan bij de daarop volgende herbouwwerkzaamheden in het voormalig Joegoslavië. Op 12 mei 1999 werd hij ontslagen als premier door Jeltsin, volgens veel analisten omdat Jeltsin vreesde dat hij zijn macht zou verliezen aan de succesvollere en veel populairdere Primakov en onder druk van de 'familie' van oligarchen rond Jeltsin (en volgens sommige bronnen ook mogelijk onder druk van de Verenigde Staten).
Daarbij kwam dat Primakov weigerde om communistische ministers weg te sturen toen de Communistische Partij bezig was om een afzettingsprocedure op te starten tegen Jeltsin op basis van onder andere de verloren Eerste Tsjetsjeense Oorlog die Jeltsin was begonnen. De stemming over zijn afzetten behaalde geen meerderheid, maar zorgde wel voor het ontslag van Primakov.

### Presidentsverkiezingen van 2000
Aanvankelijk wilde hij zich daarop weer richten op zijn wetenschappelijke carrière en verdergaan met de geschiedenis en economie van Arabische landen, maar sloot zich in 1999 toch aan bij de fractie Vaderland-Heel Rusland, die op dat moment de belangrijkste tegenstander was van de pro-Poetin fractie Eenheid, en stelde zich als lijsttrekker van deze partij kandidaat voor de presidentsverkiezingen van 2000. Hij werd hierin onder meer gesteund door de steunders van deze partij; de machtige burgemeester van Moskou Joeri Loezjkov, de burgemeester van Sint-Petersburg en de president van Tatarstan Mintimer Şäymiev en mocht geld uit hun budgetten gebruiken voor zijn verkiezingscampagne. Hij werd zelfs tijdelijk gesteund door de communisten. Primakov werd aanvankelijk beschouwd als een kanshebber, maar werd al snel voorbijgestreefd door fracties die loyaal waren aan de 'rijzende ster' Vladimir Poetin bij de verkiezingen voor de Doema van 1999. Dit kwam doordat Vaderland-Heel Rusland niet door de Russische regering werd gesteund bij de verkiezingen voor de Doema en de Eenheidspartij van Poetin wel.
Daar Boris Berezovski en andere oligarchen de media in handen hadden en met name Berezovski Poetin steunde en de beide partijen in een machtsstrijd waren verwikkeld, werd door de landelijke tv-zenders NTV en ORT, die in handen waren van de oligarchen, een agitpropachtige lastercampagne georganiseerd tegen Vaderland-Heel Rusland, Primakov en andere kandidaten (met name Genadi Zjoeganov van de Communistische Partij). En ook al was er weinig negatiefs te vinden over de vrij kleurloze Primakov, zijn populariteit daalde wel ten gunste van Poetin daar hij zich moeilijk publiekelijk kon verdedigen aangezien de landelijke zenders in handen waren van de oligarchen. De positie van Primakov als presidentskandidaat werd nog verkleind toen Jeltsin op 31 december 1999 aftrad en Poetin als interim-president aanstelde. Zijn pogingen om samen met de Ingoesjetische president een vreedzame oplossing te vinden voor het Tsjetsjeense conflict die Poetin populair had gemaakt, leidde tot zijn verdere isolatie.
Op 4 februari 2000, slechts twee maanden voor de verkiezingen van 26 maart, trok hij zich publiekelijk terug als kandidaat, omdat hij in de peilingen minder dan 10% van de stemmen kreeg met de waarschuwing dat de parlementsverkiezingen bewezen dat "Rusland ver verwijderd is van een werkelijke democratie". Ook stapte hij samen met andere gematigde en hervormingsgezinde groepen kwaad uit de Doema tijdens de eerste vergadering met het verwijt dat de communisten en de Eenheidspartij de zetels onder elkaar hadden verdeeld. Hij bleef echter wel voorzitter van de fractie.

### Periode vanaf 2000
Onder het presidentschap van Poetin werd hij echter al snel een bondgenoot en adviseur van Poetin. In juni 2000 was hij voorzitter van de Doemacommissie voor de regulering van het conflict in de (Moldavische) republiek Transdnjestrië. Op 14 december 2001 werd hij 'president' van de Russische Industrie- en Handelskamer. In januari 2002 zette hij samen met de president van het Russische industriële verband Arkadi Volksi de organisatie Media-Sotsioem op, die bij de veiling van het daarvoor onafhankelijke tv-station TV-6 (eerder van Boris Berezovski en gesloten in januari 2002) op 27 maart 2002 met hulp van journalisten rond Jevgeni Kiseljov de zendfrequentie voor dit kanaal wisten te bemachtigen.
In maart 2003, aan de vooravond van de Tweede Golfoorlog bezocht hij op aandringen van Poetin drie dagen voor de inval in het geheim zijn oude vriend Saddam Hoessein om deze te bewegen af te treden om de oorlog te stoppen en de Russische handelsbelangen zeker te stellen. Dit leverde hem steun op van enkele staten die tegen de oorlog waren, maar Hoessein weigerde echter af te treden.
In november 2004 verdedigde Primakov de voormalige Joegoslavische president Slobodan Milošević die toen terechtstond voor oorlogsmisdaden bij het Joegoslavië-tribunaal in Den Haag.
In 2008 ontving Primakov de Gouden Lomonosov-medaille van de Russische Academie van Wetenschappen.

## Familie, vrijetijdsbesteding en overlijden
Volgens de meeste bronnen zou zijn vader in de Goelag hebben gezeten en heeft Primakov jr. hem nooit goed gekend. Via zijn grootmoeder van moederszijde was hij van Joodse komaf. Primakov was twee keer getrouwd. Hij heeft een dochter genaamd Nana, een kleinzoon en twee kleindochters (Jevgeni, Aleksandra en Maria). Zijn zoon Aleksandr stierf in 1987 aan een hartaanval. Zijn eerste vrouw Laura kwam niet meer over de dood van haar zoon en stierf iets later.
Hij was humoristisch aangelegd, had een voorliefde voor oosterse tafelgelagen, schreef poëzie en was een gewaardeerd ceremoniemeester bij trouwerijen. Hij zwom graag en was daarnaast een liefhebber van de schietsport.
Medio 2015 overleed Jevgeni Primakov op 85-jarige leeftijd ten gevolge van een lang ziekbed.

## Werken
Onderstaande werken zijn voor een groot deel alleen in het Russisch verkrijgbaar, A World Challenged en Russian Crossroads zijn vertalingen.
- 1956: Landen van Arabië en kolonialisme (Страны Аравии и колониализм)
- 1972: Egypte: Tijd van president Nasser (Египет: время президента Насера)
- 1972: De internationale conflicten van de zestiende en zeventiende jaren (Международные конфликты шестидесятых и семидесятых годов)
- 1974: Het Midden-Oosten: vijf wegen naar vrede (Ближний Восток: пять путей к миру)
- 1974: Energiecrisis in de kapitalistische wereld (Энергетический кризис в капиталистическом мире)
- 1974: Energiecrisis: de benadering van Sovjetwetenschappers (Энергетический кризис: подход советских ученых)
- 1978: Anatomie van het conflict in het Midden-Oosten (Анатомия ближневосточного конфликта)
- 1979: Nieuwe fenomenen in energetica in de kapitalistische wereld (Новые явления в энергетике капиталистического мира)
- 1982: Het Oosten na de val van het koloniale systeem (Восток после краха колониальной системы)
- 1983: Het Oosten: de grens van de jaren 80 (Восток: рубеж 80-х)
- 1985: Geschiedenis van een afspraak: het Midden-Oostenpolitiek van de VS van de jaren zeventig tot begin jaren 80 (История одного сговора: ближневосточная политика США в 70-е — нач. 80-х гг.)
- 1996: Schets van de geschiedenis van Russische buitenlandse inlichtingen (in 6 delen) (Очерки истории российской внешней разведки)
- 2001: In de schaduw van de macht
- 2002: Vrede na 11 september (Мир после 11 сентября)
- 2003: A World Challenged
- 2004: Russian Crossroads (vertaling uit het Russisch door Felix Rosenthal)

Hiernaast is hij auteur van de volgende boeken:
- 1999: Jaren in de grote politiek (Годы в большой политике)
- 2001: Acht maanden meer... (Восемь месяцев плюс…)